# Rioni del Carnevale di Viareggio
I Rioni del Carnevale sono baccanali notturni in maschera che si tengono in alcuni quartieri di Viareggio in occasione del Carnevale. Essi offrono serate all'insegna del divertimento in pieno spirito carnevalesco, con strutture gastronomiche (soprattutto a base di cucina viareggina) e palchi musicali disposti lungo tutta la zona pedonale che propongono musica di vario genere ma soprattutto quella tipica del Carnevale viareggino.
I Rioni carnevaleschi principali sono Torre del Lago, Marco Polo, Darsena e Croce Verde.
Ad essi si aggiungono altri quartieri come Migliarina, Varignano, Terminetto, Vecchia Viareggio, Quattro venti, Ex Campo d’Aviazione.
Le maschere vanno dalle satiriche con un occhio alla politica, fino alle classiche e sovente sfilano carri allegorici artigianali e mascherate a tema.

## Storia dei Rioni
Le feste rionali nascono nel 1970 e attualmente sono organizzate dall'AssoRioni del Carnevale di Viareggio, associazione composta da numerosi volontari, nata il 27 aprile 2007.

## Programma dei Rioni 2010
Nel 2010 i rioni si sono svolti con il seguente programma:
- Torre del Lago Puccini

sabato 30, domenica 31 gennaio, dalle 18 alle 24
- Marco Polo

venerdì 5, sabato 6, domenica 7 febbraio, dalle 18 alle 24
- Darsena (Baccanale)

da venerdì 12 a martedì 16 febbraio, dalle 18 alle 24
- Croce Verde

da giovedì 18 a domenica 21 febbraio, dalle 18 alle 24

## Edizione dei Rioni 2011
Nell'edizione 2011 del Carnevaldarsena di Viareggio è stato istituito il primo Trofeo Beppe Bugia. I vincitori sono stati Maschere in costruzione di Giovanni Barosco e Luca Molignoni, Mongolfiere di Claudia Del Sante e Andrea Rafagnagi e il collettivo “La spada nella roccia (I paladini del fiasco di Pietrasanta)”.

## Edizione dei Rioni 2012
La seconda edizione del Trofeo Beppe Bugia è stata vinta nuovamente dai Pompieri del Fiasco con la mascherata Più pompe ai pompieri mentre seconda classificata è stata la mascherata Le supposte spaziali.

## Edizione dei Rioni 2013
I rioni del Carnevale di Viareggio sono stati: "Rione Campo d'aviazione", "CarnevalNight" e "1 2 3 Il rione che non c'è Darsena".
I premiati della sfilata “Specchio della mie brame chi è la più bella del reame” del CarnevalNight sono:

### Mascherate di gruppo
1. Pompe Funebri F.lli Teschioni
2. Alice
3. Carneval Corsaro

### Mascherate isolate
1. I briai di strizzo
2. Re e Regina
3. I panni stesi